# Смит, Рэй
Рэй Смит (англ. Ray Smith; 30 октября 1934, Мелбер, Кентукки, США — 29 ноября 1979, Беррлингтон, Канада) — американский рокабилли-музыкант.

## Биография
Смит записывался на Vee-Jay Records, Tollie Records, Smash Records, Sun Records и Boot Records в период своей карьеры. В 1960 году на Judd Records стал хитом с песней «Rockin 'Little Angel». Он при создании взял часть мелодии из песни 1844 года «Buffalo Gals». Пластинка была продана тиражом более миллиона копий, заработавши золотой диск. Он достиг 22-го места в Billboard Hot 100. 
Смит часто записывал материал, написанный Чарли Ричем, и на него оказывало влияние творчество Элвиса Пресли. 
Он дал концерт в зале «Каррегат» в Эйндховене (Нидерланды) 21 апреля 1979 года. Он записал альбом The Rocking Side его выпустил голландский лейбл Rockhouse.
Покончил с собой 29 ноября 1979 года в возрасте 45 лет.